# Colin Tilney
Pour les articles homonymes, voir Tilney.
Colin Tilney, né à Londres le 31 octobre 1933 et mort le 17 décembre 2024, est un claveciniste, pianofortiste et professeur britannique.

## Biographie
Colin Tilney étudie le piano et les langues modernes au King's College de Cambridge où il travaille ensuite le clavecin avec Mary Potts (élève d'Arnold Dolmetsch). Il fréquente épisodiquement les cours de Gustav Leonhardt à Amsterdam.
Ses diplômes de langues modernes et de musique en poche, il travaille durant plusieurs années comme accompagnateur et répétiteur d’opéra (Sadler's Wells et New Opera Company de Londres), puis consacre entièrement ses activités de concertiste et d’enseignant aux instruments à clavier anciens : clavecin, virginal, clavicorde, orgue et piano-forte. 
En 1964, il tient le clavecin lors d’une exécution enregistrée de The Rake's Progress, sous la direction du compositeur Stravinsky. Son intérêt pour la musique contemporaine ne s’arrête pas là : il créa les Lucy Escott variations de Hans Werner Henze à Londres, et commanda des œuvres aux compositeurs Elisabeth Lutyens et Priaulx Rainier.
Il fait ses débuts aux États-Unis en 1971.
En 1979, il s’installe à Toronto (Canada) où il enseigne au Conservatoire royal de musique ainsi qu’en privé puis déménage à Victoria (Colombie britannique, Canada) en 2002. Membre du jury de plusieurs concours internationaux de clavecin (Bruges en 1971, 1974 et 1977 ; Paris en 1975 et 1989), il a donné des cours de maîtrise en Angleterre, en Autriche, au Canada, en Italie, en Norvège, aux Pays-Bas et aux États-Unis.
Colin Tilney s’est produit lors de nombreux récitals et concerts en Europe, en Amérique du Nord, en Australie et en Asie. En musique de chambre, il a donné des concerts avec Frans Brüggen, Wieland Kuijken, Jaap Schröder, ainsi que les ensembles Tafelmusik, Toronto Consort, etc. Outre une abondante discographie, Colin Tilney a enregistré pour les radios BBC et CBC.
Colin Tilney a publié des pièces de clavecin d’Antoine Forqueray (Heugel, 1970 et Le Pupitre, 1985); il a préparé l’édition en facsimilé de The Art of the Unmeasured Prelude - France 1660 à 1720 (Schott, Londres, 1991), et a collaboré au guide de l’exécution des Suites anglaises de Bach (Wiener Urtext, 1998).

## Discographie
En soliste
- Bach : Le Clavier bien tempéré : livre I clavicorde, livre II clavn; (1990); 4-Hyperion CDA-66351/4
- Bach : 7 Toccatas pour clavecin : 1988; Dorian DOR-90115 (CD)
- Bach : The Six English Suites; 1993; Music & Arts CD-777
- J.S. Bach, W.Fr. Bach, C.P.E. Bach, Mozart : œuvres diverses (clavicorde);  Archiv 2533 326 (LP)
- William Byrd : Harpsichord Music; 1974 (2000); EMI Reflexe 7243 8 26489 2 5.
- Early English Organ Music : Bull, Gibbons, Tallis, etc.; (1982); EMI Reflexe 7243 8 26525 2 6.
- Elizabethan Songs and Dances : Byrd, Farnaby, Gibbons, Peerson, Bull; 1983; CBC Musica Viva MVCD-1021.
- Fanfarinette : Rameau, Daquin, Couperin et autres; 1987; CBC Musica Viva MVCD-1034.
- French Harpsichord Music : Louis Couperin, Geoffroy ; 1978; 1990; EMI Reflexe CDM 7 63425 2.
- Frescobaldi : Œuvres pour clavecin; 1989; Dorian DOR-90124 (CD).
- J.J. Froberger : Music in the Italian Manner; 1976 (2000); EMI Reflexe 7243 8 26504 2 3 3
- German Harpsichord Music : Böhm, Kuhnau, Pachelbel, Bach; (1978, 2000); EMI Reflexe 7243 8 26528 2 3.
- Dowland Keyboard Transcriptions  sur un clavecin Jean Pierre Batt de 1677 éditées en 1979 chez l'Oiseau Lyre - Decca record company
- Go from my Window - Music for Virginal (Byrd, Gibbons, Bull, Sweelinck); 1993; Dorian DOR-90195.
- Haendel : Suites pour clavecin; Archiv
- Locke : Œuvres complètes
- Purcell : Huit suites pour clavecin : (1979); Archiv 447 154-2 AP
- Scarlatti, Sonates pour clavecin [12] : K. 98, 123, 124, 147, 198, 326, 327, 428, 429, 454, 466, 467 - clavecin Vincenzio Sodi 1782 d'Exeter (août 1979, L'Oiseau Lyre 443 179-2)[2] (OCLC 34325548), (BNF 38285312).
- High and Low : Scarlatti : 16 sonates tardives ; 1995; Music and Arts CD 907
- Scarlatti : Sonates ; 1987; Dorian DOR-90103 (CD)
- Ladders to Heaven : 16 sonates de Domenico Scarlatti ; 2000; Dorian DOR-93253.
- Colin Tilney plays Mozart (forte-piano) - vol. 1 ; 2000; Doremi DDR-771137
- Colin Tilney plays Mozart - vol. 2 ; 2001 ; Doremi DDR-771139
- Colin Tilney plays Mozart - vol. 3 ; 2002 ; Doremi DDR-771142
- Colin Tilney plays Mozart - vol. 4 ; 2003 ; Doremi DDR-771144